# Romaja
Romaja ist der koreanische Name für das lateinische Alphabet. Wörtlich übersetzt heißt er römische Buchstaben.
Romaja sollte nicht mit Romanisierung verwechselt werden. Dies sind Verfahren, mit denen die koreanischen Buchstaben Hangeul in lateinische Buchstaben, also Romaja, transkribiert werden können.